# Стойменска къща
Стойменската къща (на македонска литературна норма: Стојменска куќа) е възрожденска къща в град Щип, Северна Македония.
Къщата е разположена на улица „Славчо Стойменски“ №. 29. Роден дом на комунистическия партизанин Славчо Стойменски, къщата е обявена за значимо културно наследство на Северна Македония.